# جوانا فننا
جوانا فننا (انگلیسی: Joanna Fennema؛ زادهٔ ۱۳ نوامبر ۱۹۹۵) بازیکن فوتبال اهل ایالات متحده آمریکا است.
از باشگاه‌هایی که در آن بازی کرده‌است می‌توان به باشگاه فوتبال اورلندو پراید اشاره کرد.
وی همچنین در تیم ملی فوتبال United States U17 بازی کرده‌است.